# Eustala saga
Eustala saga é uma espécie de aranha nativa da América do Sul. Ocorre na Bahia, São Paulo, Paraná, Santa Catarina e Rio Grande do Sul, e também no Uruguai. Foi descrita por  Eugen von Keyserling (1893:253), que lhe deu o nome de Epeira saga, e por Petrunkevitch (1911:313) com o nome de Araneus sagus.